# Internet in Estland
Im nordeuropäischen Staat Estland nutzten 2016 88 %, nach anderen Quellen bis zu 95 %, der Bevölkerung das Internet, was weit über dem weltweiten Durchschnitt von 51,7 % liegt. Die Top-Level-Domain von Estland lautet .ee. Estland ist eines der vernetztesten und technisch fortgeschrittensten Länder in der Europäischen Union. Die ersten Anschlüsse in Estland wurden 1992 in Bildungseinrichtungen in der Hauptstadt Tallinn und der Universitätsstadt Tartu eingeführt. 2016 wurden 99,6 % der Banktransaktionen elektronisch getätigt.

## Verbreitung
2016 nutzten 88 %, nach anderen Quellen bis zu 95 %, der Bevölkerung das Internet.
In Estland gab es 2011 über 2440 öffentliche Wi-Fi-Hotspots, die für den öffentlichen Gebrauch gedacht sind. Der erste dieser wurde 2001 eingeführt. 4G-Internet bedeckt 98 % des estnischen Territoriums.
2001 wurde die erste landesweite ID-Karte eingeführt, die die Bürger sowohl in der realen sowie in der virtuellen Welt ausweist. Diese Karte, die heute mehr als 86 % der estnischen Bevölkerung besitzen, ist für die meisten Bürger das wichtigste identitätsausweisende Dokument. Außerdem ist es möglich, eine digitale Unterschrift anzubringen, die rechtlich denselben Wert einer handgeschriebenen Unterschrift hat. Bis Ende 2013 unterschrieben die 1,3 Millionen Esten mehr als 130 Millionen Mal online. Durch das X-Road-System kann mithilfe der Unterschriften Datenaustausch verschlüsselt stattfinden. Bis Anfang Februar 2017 sogar mehr als 240 Millionen.

## Wirtschaft
Die estnische Wirtschaft profitiert stark von der digitalen Gesellschaft, die Estland bietet. Der Standort Tallinn ist außerdem ein beliebter Ausgangsort für Start-ups; Estland ist das Land mit den meisten Start-ups pro Kopf in Europa. Andere Schätzungen gehen sogar davon aus, dass es weltweit die meisten Start-ups pro Kopf hat. Die Weltbank listet Estland im Ease of Doing Business Index auf Platz 12, während Deutschland nur auf Platz 20 ist. 2011 wurden in Estland über 14.000 neue Firmen registriert, 40 % mehr als im gleichen Zeitraum 2008. Die wichtigste Firma, die in Estland gegründet und entwickelt wurde, ist wohl Skype Technologies, bekannt für das IP-Telefonie-Programm Skype, welches 2011 von Microsoft aufgekauft wurde.

## Digitalisierung
Die Digitalisierung in Estland ist weit fortgeschritten und wird oft als Musterbeispiel der Digitalisierung bezeichnet. Die Bewegung, die seit der Unabhängigkeit andauert, nennt sich E-Estonia. Estland lehnte damals ein Angebot Finnlands ab, ihre analoge Vermittlungsstelle einzurichten. Stattdessen entschied sich die Regierung unter Mart Laar, ein eigenes, digitales Telefonnetzwerk zu errichten.

### E-Learning
Im Jahr 1996 wurde ein Programm gestartet, das bis 2000 alle estnischen Schulen mit einem Internetzugang und Computern ausstattete.
In Estland gibt es ein Tool für Eltern, Lehrer und Schüler, das die Schule vernetzt. Lehrer speisen Informationen wie Assignments, Noten und Hausaufgaben in das System ein, Schüler können auf diese Informationen zugreifen und ihre besten Arbeiten in einem digitalen Portfolio speichern, und Eltern können alle Informationen einsehen und Kontakt zu den Lehrern aufnehmen. Die lokale Verwaltung bekommt außerdem auf Nachfrage Informationen und Statistiken über die durchschnittlichen Leistungen.

### E-Government
Seit 2011 gibt es in Estland ein Programm, border queue management, das einreisenden Autofahrern ermöglicht, einen Platz zu reservieren. Das von der estnischen Firma GoSwift entwickelte Programm eliminiert die Schlangen an allen drei Grenzübergängen zwischen Estland und Russland. 2015 wurde er mit dem Transport Achievement Award des OECD Transportforums geehrt. Das Programm wird zudem auch von den Ländern Finnland, Litauen und Russland genutzt.

### E-Tax
Das E-Tax-System ist ein elektronisches Steuersystem, das 2000 eingeführt wurde. Mittlerweile werden ungefähr 95 % der Steuererklärungen elektronisch ausgefüllt. Benutzer loggen sich mit einer sicheren ID ein und nehmen in automatisch ausgefüllten Formularen nötige Änderungen vor. Der Prozess dauert drei bis fünf Minuten. Das System wird von den Firmen Nortal, Cybernetica und Icefire bereitgestellt.

### E-Polizei
Das Konzept der E-Polizei basiert auf dem Gedanken, dass bestmögliche Sicherheit bestmögliche Kommunikation und Koordination erfordert. In Estland gibt es konkret zwei wichtige Dinge bei der E-Polizei: Mobile Arbeitsstationen in jedem Polizeiauto und Lokalisierungsmittel der Einsatzautos für die Hauptquartiere. Bei beispielsweise einer Verkehrskontrolle kann der Polizist sofort auf die zentrale Datenbank, aber auch auf das Waffenregister, das zeigt, ob die zu kontrollierende Person eine Waffe besitzt, das Verkehrsversicherungs-Fonds, das zeigt, ob der Fahrer eine gültige Versicherung hat, das Bevölkerungsregister, das grundlegende Informationen über die Person wie Wohnort und Telefonnummer beinhaltet, und das Motor Vehicle Registration Center, das Informationen über Führerschein, Fahrzeug und Sicherheitskontrollen zeigt. Außerdem kann festgestellt werden, ob das Fahrzeug aus einem Land innerhalb des Schengenraumes gestohlen wurde. Dieses System wird von der Firma Nortal bereitgestellt.

### E-Election
|                                            | 2005  | 2007   | 2009   | 2009    | 2011    | 2013    | 2014    | 2015    |
| ------------------------------------------ | ----- | ------ | ------ | ------- | ------- | ------- | ------- | ------- |
| Anzahl der E-Voting Nutzer                 | 9.317 | 30.275 | 58.669 | 104.415 | 140.846 | 133.808 | 103,151 | 176.491 |
| Prozent der E-Voting Nutzer an den Wählern | 1,9 % | 3,4 %  | 14,7 % | 9,5 %   | 15,4 %  | 21,2 %  | 31,3 %  | 30,5 %  |

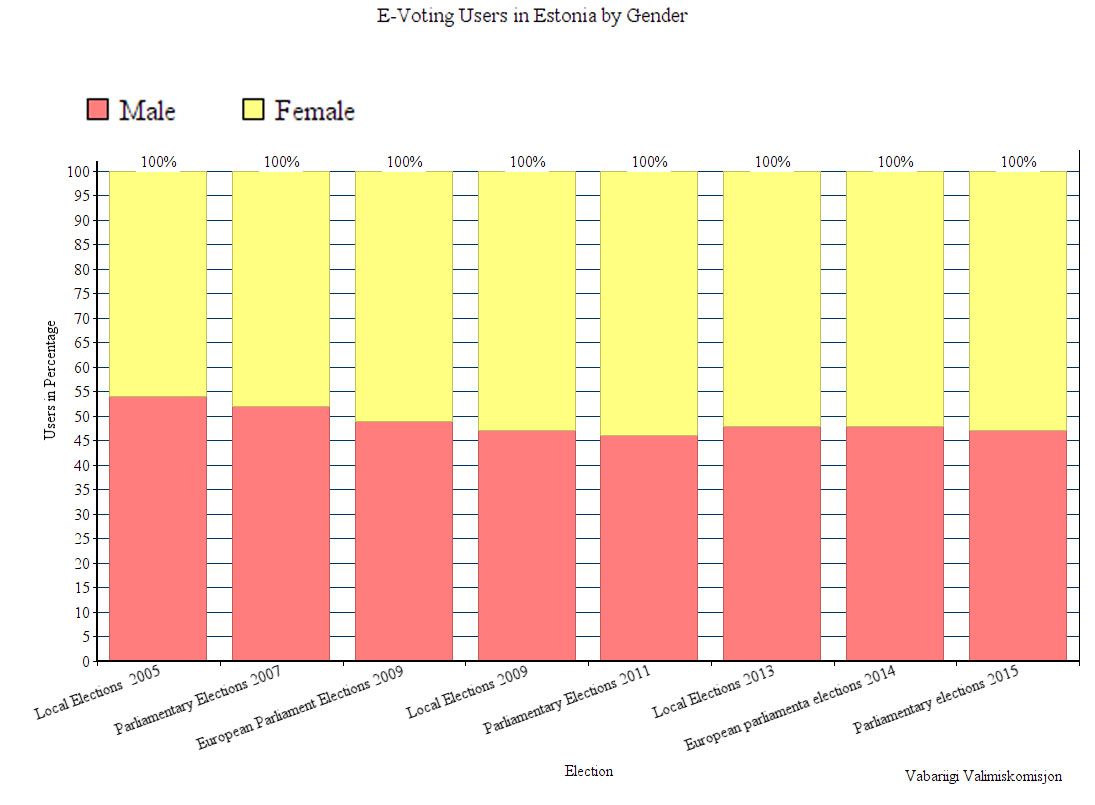
Estlands E-Election-Service-Nutzer nach Geschlecht

Die Idee eines elektronischen Wahlsystem, auch E-Election oder E-Voting (E steht hierbei für electronic), kam in Estland erstmals im Jahre 2001 auf. Die erste unter anderem im Internet abgehaltene Wahl in Estland waren die Kommunalwahlen in Estland 2005. 9317 Wähler stimmten über das E-Voting-System ab. Das wurde als Erfolg angesehen. Es wurden 116 Quellenländer für die Stimmen registriert.

## Der Bronzesoldat von Tallinn
Der Bronzesoldat von Tallinn ist ein Denkmal, das im Jahre 1947 von sowjetischen Behörden errichtet wurde. Es soll die sowjetische „Befreiung“ Estlands von der deutschen Besatzung symbolisieren. Das Denkmal wurde am 27. Juli 2007 von estnischen Behörden entfernt mit der Begründung, dass den bestatteten Kriegsgefallenen keine Grabesruhe zuteilkäme, wenn die Statue an diesem Platz stehe. Das führte zu großen Demonstrationen von der russischen Minderheit in Tallinn, der größten seit dem Zerfall der Sowjetunion. Daraufhin gab es Denial-of-Service-Attacken auf staatliche Organe, darunter das estnische Parlament, den Staatspräsidenten sowie diverse Ministerien, Banken und Medien. Für die Angriffe, die mehrere Wochen anhielten, wurde Russland verantwortlich gemacht, nachdem zwei Menschen angeklagt wurden. Jene Vorwürfe wurden später jedoch relativiert.
Als Folge des Angriffes wurden Backupserver in Luxemburg eingerichtet, und es wurden Cyberkriegsforschungszentren eingerichtet, an denen auch die NATO beteiligt ist.

## Entfernung von Inhalten
Es gab einige Vorfälle von Inhaltsentfernungen, diese beschränken sich aber hauptsächlich auf unangebrachte und/oder nicht themenbezogene Kommentare auf Online-Nachrichten-Seiten.